# Lotte Kellner
Charlotte „Lotte“ Kellner, geb. Sperling, (* 15. Oktober 1904 in Schöneberg; † 16. September 1983 in London) war eine deutsch-britische Physikerin.

## Leben
Nach dem Schulbesuch studierte Sperling Physik. 1929 promovierte sie in Berlin mit einer Arbeit über das Spektralgebiet zwischen 20_m63 und 40_m63 zum Dr. rer. nat. Anschließend wurde sie von 1929 bis 1933 als Assistentin am Institut für Strahlenforschung der Berliner Universität beschäftigt. 1929 heiratete sie den Philosophen Wolfgang Kellner und führte auch nach der Scheidung Ende 1932 den Namen Kellner fort.
Nach dem Machtantritt der Nationalsozialisten im Frühjahr 1933 wurde Kellner aufgrund ihrer jüdischen Herkunft aus dem Institut verdrängt. Sie emigrierte nach Großbritannien, wo sie zunächst an der Universität Cambridge als Gast aufgenommen wurde.
1934 wurde Kellner als Forscherin am Imperial College of Science and Technology der University of London eingestellt, wo sie mit Alfred Fowler zusammenarbeitete. Hier verblieb sie zunächst bis 1940, als sie, bedingt durch den Ausbruch des Zweiten Weltkrieges – da noch immer deutsche Staatsbürgerin – als „enemy alien“ vorübergehend entlassen wurde. 
Von den nationalsozialistischen Polizeiorganen wurde Kellner nach ihrer Emigration als Staatsfeindin eingestuft: Im Frühjahr 1940 setzte das Reichssicherheitshauptamt in Berlin sie auf die Sonderfahndungsliste G.B., ein Verzeichnis von Personen, die im Falle einer erfolgreichen deutschen Invasion Großbritanniens durch die Sonderkommandos der SS-Einsatzgruppen mit besonderer Priorität ausfindig gemacht und verhaftet werden sollten.
Nachdem sie bereits 1941 naturalisiert wurde, konnte sie in diesem Jahr ans Imperial College zurückkehren. 1944/1945 erhielt Kellner eine feste Anstellung als Lecturer an dieser Einrichtung. Anfang der 1960er Jahre trat Kellner zudem durch die Veröffentlichung einer Biographie über Alexander von Humboldt hervor.

## Schriften
- Untersuchungen im Spektralgebiet zwischen 20_m63 und 40_m63, 1929.
- Die Bedeutung des ultraroten Strahlenbereiches für den Rachitis-Schutzstoff. Spektroskopische Untersuchungen. (Inst. f. Strahlenforsch., Univ. Berlin.) Strahlenther. 41, 232–250 (1931).
- "The Hydrogen Bond", in: Reports on Progress in Physics, Bd. XV, 1952.
- "Le Spectre de Valence C-C d'hydrocarbures Substitués et isom`eres", in: Journal Phys. Radium, 1954, 15 (4), S. 309–313.
- "Criteria Determining the Design of a Source-Modulated Microwave Spectrometer", in: Proceedings of the Physical Society, 1958.
- "Microwave Spectroscopy", in: Scientia Jg. 98, 1963, S. 51.56.
- Alexander von Humboldt, Oxford University Press, New York 1963.